# Nikolai Terterjan
Nikolai Terterjan (* 19. Juni 2001 in Jerewan, Armenien) ist ein dänischer Boxer armenischer Abstammung und Gewinner der Europaspiele 2023 in Krakau, womit er sich für die Olympischen Spiele 2024 in Paris qualifizierte.

## Karriere
Terterjan trainiert im BK Wedala in Vejle, gewann 2015 Silber bei der Schüler-Europameisterschaft in Anapa und war darüber hinaus Teilnehmer der Junioren-Europameisterschaft 2016 in Kaposvár, der Jugend-Weltmeisterschaft 2018 in Budapest sowie der Jugend-Europameisterschaften 2018 in Roseto und 2019 in Sofia.
Bei der europäischen Olympiaqualifikation 2020 in London, welche aufgrund der COVID-19-Pandemie unterbrochen und 2021 in Paris fortgesetzt wurde, siegte er im Leichtgewicht gegen den Kosovaren Shpëtim Bajoku, verlor jedoch im Achtelfinale gegen den Belarussen Dsmitryj Assanau. 2021 wurde er dann auch erstmals Dänischer Meister der Erwachsenen im Weltergewicht.
2022 gewann er die Goldmedaille im Weltergewicht bei der U22-Europameisterschaft in Poreč, wobei er jeweils Oliwier Zamojski aus Polen, Chris-Marco Eloundou aus Deutschland, Jaroslaw Mychaluschko aus der Ukraine, Nabi Isgandarow aus Aserbaidschan und Ioan Croft aus Wales besiegen konnte. Es handelte sich um den ersten EM-Titelgewinn eines erwachsenen dänischen Boxers seit der EM 1996, als Hasan Al Gold im Weltergewicht gewonnen hatte.
2023 gewann er im Halbmittelgewicht auch die Europaspiele in Krakau, wobei er sich gegen den Portugiesen Diogo Marcelino, den Italiener Salvatore Cavallaro, den Albaner Alban Beqiri, den Türken Tuğrulhan Erdemir und im Finale gegen den Serben Wahid Abbasow durchgesetzt hatte. Er qualifizierte sich damit als erster dänischer Boxer seit Dennis Ceylan im Jahr 2012 für Olympische Spiele. Bei den Olympischen Sommerspielen 2024 in Paris unterlag er im Viertelfinale gegen Asadxoʻja Moʻydinxoʻjayev.

## Sonstiges
Sein Vater Tigran war Boxer im armenischen Nationalteam. Nach dessen Teilnahme im Superschwergewicht bei der Europameisterschaft 1996 im dänischen Vejle verblieb er im Land und stellte einen Asylantrag, um der Wehrpflicht in Armenien zu entgehen. Nachdem er seine Frau und den gemeinsamen Sohn nach Dänemark geholt hatte, bekam das Paar drei weitere Söhne, darunter Nikolai und seinen Zwillingsbruder Sebastian, der ebenfalls im dänischen Nationalteam boxt. Sein Vater starb 2020 im Alter von 50 Jahren und wurde in Armenien beigesetzt.